# Itatiaya modesta
Itatiaya modesta là một loài nhện trong họ Ctenidae.
Loài này thuộc chi Itatiaya. Itatiaya modesta được Cândido Firmino de Mello-Leitão miêu tả năm 1915.